# Révisionnisme (marxisme)
Pour les articles homonymes, voir Révisionnisme.
 (juin 2023).

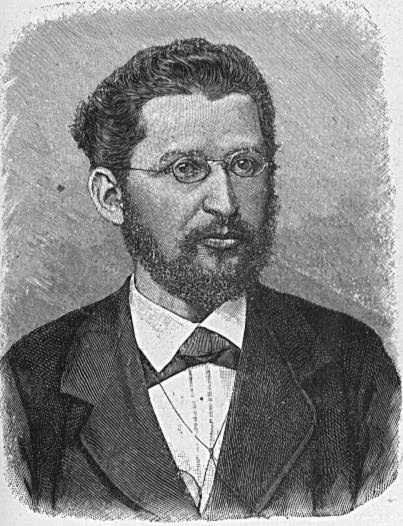
Eduard Bernstein, théoricien socialiste allemand et initiateur du révisionnisme dans le mouvement marxiste

Au sein du mouvement marxiste, le terme « révisionnisme » est utilisé pour désigner des idées, principes, théories ou courants opérant une révision significative des fondamentaux du marxisme. 
Ce terme a été utilisé pour qualifier la position de courants qui prétendaient remettre en cause certaines des thèses révolutionnaires du marxisme, ou plus tard qui s'écartaient de l'orthodoxie « marxiste-léniniste ». Il est le plus souvent utilisé par les personnes qui considèrent que de telles révisions constituent en fait un abandon ou une trahison de la pensée marxiste. Par conséquent le terme « révisionnisme » est souvent utilisé de manière péjorative.

## Histoire
Le terme de «révisionnisme» a été utilisé dans différents contextes au cours de l’histoire :

### Fin duXIXesiècle
À la fin du XIXe siècle, l’adjectif « révisionniste » a été utilisé pour qualifier des personnalités comme Eduard Bernstein ou Jean Jaurès qui révisent les écrits de Karl Marx au sujet de la transition entre capitalisme et socialisme. Contrairement à Marx, ils affirment que cette transition ne doit pas nécessairement passer par une révolution et que le passage au socialisme peut se faire de manière progressive à travers des réformes graduelles et pacifiques entreprises au sein même du système capitaliste. Cette révision du marxisme est l'occasion d'une vive controverse au sein du Parti social-démocrate d'Allemagne, connue sous le nom de querelle réformiste (Reformismusstreit), et va contribuer à l’émergence d’un courant réformiste au sein du mouvement marxiste.

### Entre-deux-guerres
Dans les années 1920 et 1930, l’Opposition de gauche dirigée par Léon Trotski a accusé Staline et la direction du Komintern de révisionnisme par rapport aux fondamentaux du marxisme et du léninisme. Pour Trotski, la bureaucratie stalinienne et le concept du « socialisme dans un seul pays » s’opposent à la théorie marxiste de la révolution permanente et à l’internationalisme. Staline accusa à son tour Trotski et ses partisans de révisionnisme et procéda à leur expulsion du Parti communiste et du Komintern, puis à leur emprisonnement et leur exécution.

### Années 1940 et 1950
Dans les années 1940 et 1950 au sein du mouvement communiste international, le révisionnisme est un terme utilisé par les staliniens pour décrire les nouveaux régimes communistes qui concentrent leur production sur les biens de consommation au lieu de l'industrie lourde. Le révisionnisme est aussi à cette époque l'une des accusations portées contre les « titistes » (nom donné aux partisans de Tito) lors de la rupture soviéto-yougoslave.
À la suite de la divulgation du rapport Khrouchtchev et de l’écrasement de l’insurrection de Budapest, de nombreux intellectuels occidentaux quittent les partis communistes de leurs pays par rejet du stalinisme. Ils seront alors accusés par les membres restés au sein de ces partis communistes de « révisionnisme ». Dans les années 1960, beaucoup de ces démissionnaires des partis communistes vont se retrouver au sein de la Nouvelle gauche.

### Années 1960
Au début des années 1960, lors de la rupture sino-soviétique, Mao Zedong et le Parti communiste chinois revendiquent une position « anti-révisionniste », en accusant Khrouchtchev et l'Union soviétique de « révisionnisme moderne ». Pour Mao Zedong, Khrouchtchev a en effet renoncé à l’orthodoxie « marxiste-léniniste » en lançant le processus de déstalinisation (Mao continuant à voir dans Staline une figure majeure du « marxisme-léninisme ») et en adoptant la coexistence pacifique (perçue par Mao comme un renoncement à la lutte des classes et à l’anti-impérialisme). L'Albanie d'Enver Hoxha rompt avec l'URSS pour s'aligner sur la république populaire de Chine. L’accusation de révisionnisme est reprise à cette époque par différents groupes à travers le monde à l’encontre des partis communistes de leurs pays respectifs ; de multiples partis connaissent alors des scissions pro-chinoises, et de nouveaux groupes maoïstes apparaissent, en se réclamant de la ligne « anti-révisionniste » de Mao.

### Années 1970
À la fin des années 1970, lors de la rupture sino-albanaise, le dirigeant albanais Enver Hoxha s’en prend à la théorie des trois mondes et accuse le maoïsme de révisionnisme. Cette condamnation du maoïsme comme révisionniste entraînera au sein des marxistes-léninistes « anti-révisionnistes » une scission entre courants pro-albanais et pro-chinois.